# Thaumaleus striatus
Thaumaleus striatus är en kräftdjursart som beskrevs av Isaac 1974. Thaumaleus striatus ingår i släktet Thaumaleus och familjen Monstrillidae. Inga underarter finns listade i Catalogue of Life.